# Parapallene challengeri
Parapallene challengeri är en havsspindelart som beskrevs av Calman, W.T. 1937. Parapallene challengeri ingår i släktet Parapallene och familjen Callipallenidae. Inga underarter finns listade i Catalogue of Life.